# Raja Beni Mellal
Raja de Beni Mellal – marokański klub piłkarski z siedzibą w Beni Mellal. W sezonie 2020/2021 gra w GNF 2.

## Opis
Klub został założony w 1956 roku. Jeden raz zdobył mistrzostwo Maroka – w sezonie 1973/1974. Niższą ligę wygrał w sezonie 2011/2012. Najlepszym wynikiem w pucharze Maroka był półfinał w 2013 roku. Drużyna gra na Stade Municipal de Beni Mellal. Klub trenuje Mohamed Madihi, który pełni tę funkcję od 10 stycznia 2020. 